# 아나 피셔
아나 피셔(Anna Fischer, 1986년 7월 18일 ~ )는 독일의 배우이다.

## 출연 작품
- 킹 오브 베를린 (2017)
- 라스트 캅 스탠딩 - 더 윗니스 (2017)
- 더 라스트 컴파트먼트  (2016)
- 데드 앤드 더 리빙 (2012)
- 위 아 더 나이트 (2010)
- 사랑하는 베를린 장벽 (2009)
- 파이널데이즈 (2008)
- 클라우드 (2006)